# Ectrichodia crux

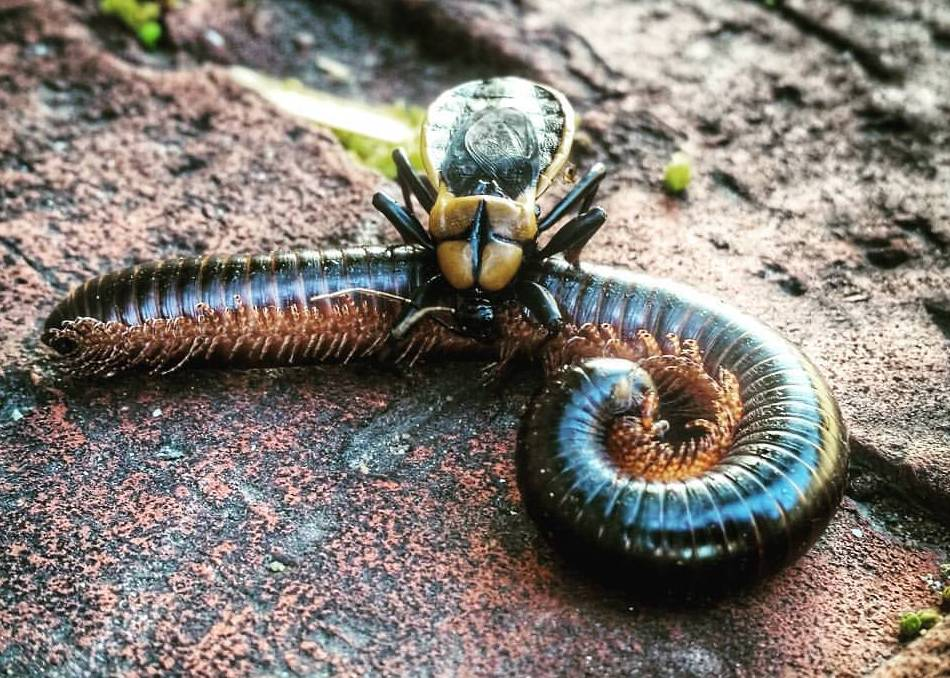
Ectrichodia crux erbeutet einen Doppelfüßer

Ectrichodia crux ist eine Wanzenart aus der Familie der Raubwanzen (Reduviidae). Im Englischen werden die Wanzen auch als Millipede Assassin Bugs („Doppelfüßer-Mordwanzen“) bezeichnet.

## Merkmale
Die Wanzen werden etwa 22 Millimeter lang. Sie besitzen einen mattgelb gefärbten Halsschild mit einer markanten schwarzen Kreuzzeichnung. Der Kopf ist schwarz. Die Beine sind mit Ausnahme der vorderen Tibia, die eine schwarz-gelbe Musterung aufweisen können, schwarz. Die Oberseite des Hinterleibs ist schwarz. Lediglich der basale Ansatz der Hemielytren und das Connexivum (auf der Seite sichtbarer Teil des Abdomens) sind gelb. Die Nymphen von Ectrichodia crux sind rot gefärbt und besitzen eine schwarze Musterung auf der Dorsalseite des Hinterleibs.

## Verbreitung und Lebensräume
Die Art kommt in der Afrotropis vor. Das Verbreitungsgebiet liegt im südlichen Afrika (Südafrika, Botswana, Sambia, Simbabwe, Mosambik), wo sie weit verbreitet ist. Den typischen Lebensraum von Ectrichodia crux bilden Baum- und Buschsavannen.

## Lebensweise
Die überwiegend nacht- und dämmerungsaktiven Wanzen – Imagines und Nymphen – ernähren sich räuberisch von Doppelfüßern (beispielsweise aus der Familie Spirostreptidae).